# Кизилту (рудник)
Кизилту (рудник) — підприємство гірничорудної промисловості в Акмолинській області Казахстану, створене для розробки однойменного молібден-мідного родовища.
Родовище Кизилту відкрили ще в 1970 році. Втім, лише в 2014—2016 роках тут провели етап дослідно-промислової розробки, під час якого вилучили 1,5 млн тонн руди. Станом на 2017-й балансові запаси родовища за умови розробки кар'єром глибиною 170 метрів оцінювались у 25 млн тонн сульфідної руди (ще 13 млн тонн віднесли до позабалансових запасів, при цьому 5 млн належало до окислених і 8 млн тонн до сульфідних руд).
З 2018-го перейшли до основного етапу розробки, при цьому спершу роботи велись у кар'єрі Південний, відпрацювання якого завершилось вже в 2019-му. З 2020-го ввели в дію кар'єр Північний, проте і тут доступні запаси вичерпались вже за кілька років. Подальше проведення робіт потребувало перенесення залізничної лінії, що проходить через центральну частину Кизилту. З огляду на це в 2023-му видобуток руди припинили, проте розраховували відновити його вже у 2024-му, по завершенні будівництва обхідної ділянки залізниці.
За проєктом за два роки після відновлення робіт рудник має вийти на річну потужність у 1 млн тонн, а за шість років досягнути рівня 6 млн тонн руди на рік. При цьому після проведеної в 2021 році переоцінки родовища за стандартом JORC категорію ймовірних запасів визначили на рівні 135 млн т руди (з них лише 3 млн тонн окисененої) із середнім вмістом міді 0,34 % та молібдену 0,01 %.
Руда Кизилту спрямовується на Степногорську збагачувальну фабрику, де в середині 2010-х провели модернізацію молібденової ділянки з доведенням її пропускної здатності до 1 млн тонн на рік.
Проектом розробки опікується компанія «Кизилту», яку заснували в 2006-му державний концерн «Казатомпром» (76 %) та Степногорський гірничо-хімічний комбінат (24 %). У 2019-му останній викупив частку «Казатомпрому» та став одноосібним учасником проекту (а з 2023-го цей комбінат належить «Росатому»).